# 中原航空

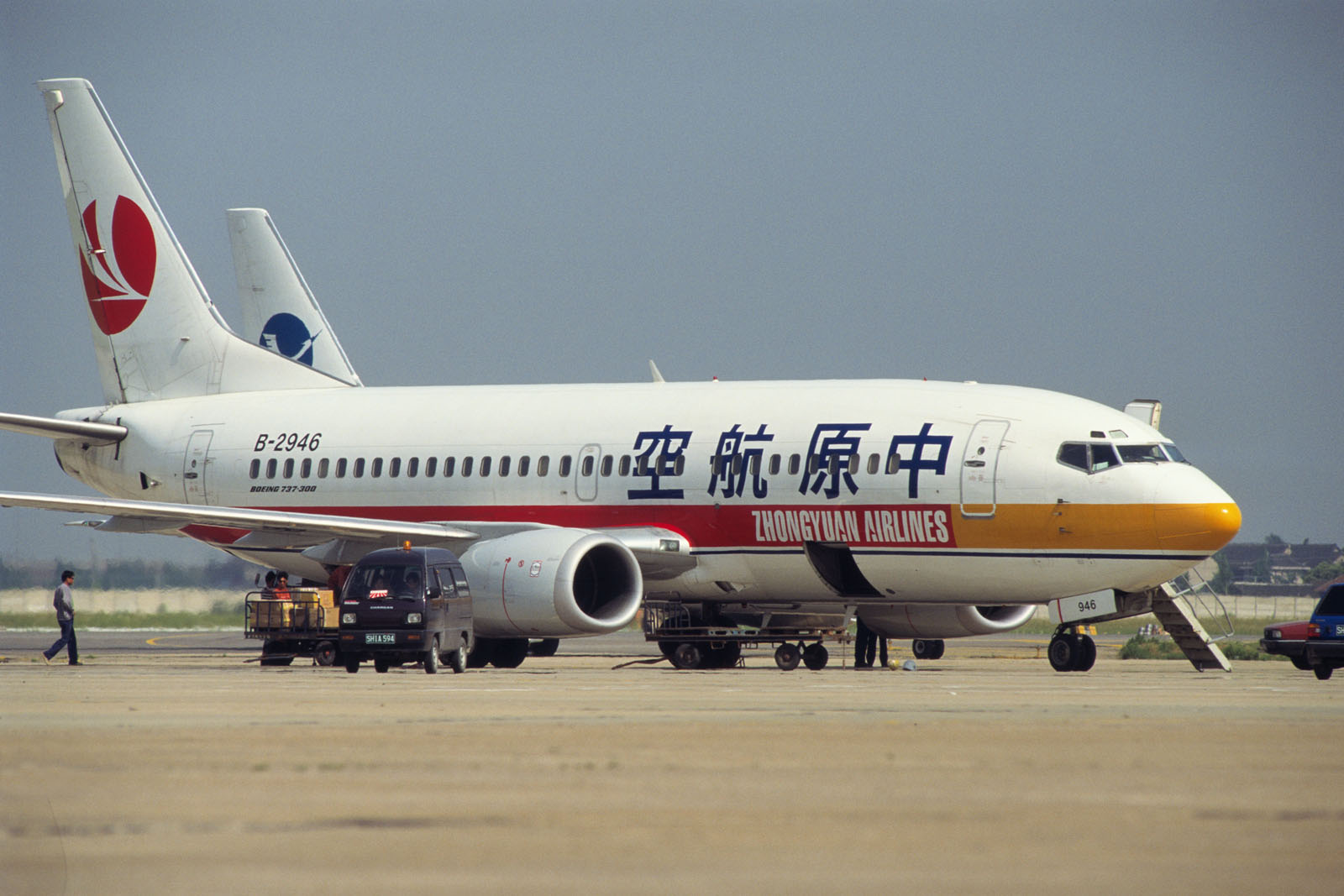
中原航空的波音737-300

中原航空公司成立于1986年5月15日，是河南省地方航空公司，经营省内及省际航空客货运输，航线包括郑州至北京、上海、广州、厦门等30多个国内城市的航线。
中原航空公司成立之初的樞紐為鄭州東郊機場。1997年8月28日，鄭州新鄭國際機場開通，中原航空亦將樞紐遷至新鄭機場。
2000年8月4日，基于中国国内航空公司改革，中原航空公司并入中国南方航空，其资产与员工全部归南航，成为南航河南分公司的一部分。唯南航河南分公司已於2012年9月獲河南民航發展投資有限公司注資，改組為中國南方航空河南航空有限公司。

## 機隊
- 5架波音737-37K（B-2574, B-2575, B-2935, B-2936, B-2946）[3]
- 2架運-7（B-3438, B-3439）

中原航空早期曾使用7架伊爾-14，唯已於1992年全數退役。原屬中原航空的五架737-300在并入中國南方航空運營近17年后，其中B-2574于2017年4月3日完成最后一次商业运营退役，中国南方航空的其他737-300也于2017年5月9日全部退役。

## 外部連結
- 中原航空 (存档)